# ماكس يانوفسكي
ماكس يانوفسكي (بالإنجليزية: Max Janowski)‏ هو ملحن أمريكي، ولد في 1912 في برلين في ألمانيا، وتوفي في 1991 في شيكاغو في الولايات المتحدة.

## وصلات خارجية
- ماكس يانوفسكي على موقع ميوزك برينز (الإنجليزية)
- ماكس يانوفسكي على موقع ديسكوغز (الإنجليزية)